# Abarat
Abarat ist der erste von fünf Romanen, von denen bisher drei erschienen sind, der Fantasy-Reihe Abarat des US-amerikanischen Autors Clive Barker. Er wurde erstmals 2002 als Abarat von HarperCollins veröffentlicht. Auf Deutsch wurde der Roman unter dem Titel Abarat publiziert, der in der Übersetzung durch Karsten Singelmann 2004 bei Heyne erschien. Der namensgebende Abarat ist ein fiktiver Archipel, der den Schauplatz des Großteils der Romanreihe darstellt.
Die Gemälde im englischsprachigen Original sind mit Ölfarben gemalt. Barker hatte bereits 300 Gemälde fertiggestellt, bevor er mit der Arbeit am ersten Buch begann. Den meisten Berichten zufolge erkannte Barker früh, dass die Geschichte, die er erzählen wollte, nicht in einem Buch enthalten sein konnte. Die American Library Association wählte „Abarat“ zu einem der besten Bücher für junge Erwachsene.

## Handlung
Die Protagonistin von Abarat ist Candy Quackenbush, ein junges Mädchen, das von ihrem Leben in Chickentown, Minnesota, frustriert ist. Nach einem Streit mit ihrer Lehrerin über ein Schulprojekt und das Gekritzel, das Candy in ihr Schulheft geschrieben hat, verlässt Candy die Schule und geht zum Rand der Stadt, wo sie die Überreste eines Leuchtturms findet. Sie findet das unglaublich seltsam, weil Chickentown Tausende von Kilometern vom Ozean entfernt ist.
Sie trifft dann auf einen Meisterdieb namens John Mischief, der bis auf das Geweih auf seinem Kopf menschlich aussieht. Die sieben Brüder von Mischief leben von diesen Hörnern und erscheinen nur als Köpfe. Weil er von einem finsteren humanoiden Wesen namens Mendelson Shape verfolgt wird, schickt Mischief Candy, um die Lampe im Leuchtturm anzuzünden, der einen Ozean, bekannt als „Izabella-Meer“, aus einer Parallelwelt herbeiruft. Candy steigt die verrottete Leuchtturmtreppe hinauf, während die Brüder Shape ablenken. Als sie oben ankommt, findet sie eine umgekehrte Pyramide mit einer Tasse an der Spitze. Als Shape von Mischief und seinen Brüdern wegkommt und beginnt, die Treppe hinaufzusteigen, sucht Candy nach dem Ball, der in den Becher passt und die Lampe anzündet. Sie findet ihn und ist überrascht zu sehen, dass er mit wirbelnden Linien bedeckt ist, genau wie die, die sie in ihr Schulbuch gekritzelt hat. Nach dem Anzünden der Lampe ist Shape besiegt und Candy bekommt einen Schlüssel zu ihrem Schutz. Anschließend reisen Mischief und Candy über die Meere nach Abarat. Eine Gruppe von Kreaturen trägt sie zu einer nahe gelegenen Insel, auf der Candy von Mischief getrennt wird. Auf der Insel erfährt Candy, dass Abarat aus fünfundzwanzig Inseln besteht, von denen jede eine andere Tageszeit hat und früher mit Candys Welt verbunden war. Die Verbindung wurde gelöst, als die Behörden von Abarat den Hafen zerstört Haben. Auf ihrer Reise über den Archipel entdeckt Candy immer mehr Krisen auf den einzelnen Inseln. Ihr gegenüber werden Andeutungen gemacht, dass sie dazu bestimmt sein könnte, diese zu beenden. Das Buch stellt auch ihre Hauptgegner vor: den als Christopher Carrion bekannten Zauberer, seine Großmutter Mater Motley und den Industriellen Rojo Pixler, die alle versuchen, den Abarat zu beherrschen.

## Rezeption
2002 wurde Abarat für den Bram Stoker Award for Best Work for Young Readers nominiert. 2003 gewann er den 2. Platz im Locus Poll für den besten Jugendroman.

“The author's imagination runs wild as he conjures some striking imagery ("Dark threads of energy moved through her veins and leaped from her fingertips" says one of the three women in the opening scene) and cooks up a surreal stew of character portraits (rendered in bold colours and brushwork, they resemble some of Van Gogh's later work). But much of the novel feels like a wind-up for the books to follow and, after this rather unwieldy 400-page ride, readers may be disappointed by so many unresolved strands of the plot.”

„Der Fantasie des Autors sind keine Grenzen gesetzt, wenn er einige beeindruckende Bilder heraufbeschwört („Dunkle Energiefäden zogen durch ihre Adern und schossen aus den Fingerspitzen, fügten sich in der Luft zu feinen Gebilden und flogen dann himmelwärts.“, sagt eine der drei Frauen in der Eröffnungsszene) und einen surrealen Eintopf aus Charakterporträts kocht (gerendert in kräftige Farben und Pinselführung, sie ähneln einigen von Van Goghs späteren Arbeiten). Aber ein Großteil des Romans fühlt sich an wie ein Abschluss für die folgenden Bücher, und nach diesem ziemlich unhandlichen 400-Seiten-Ritt könnten die Leser von so vielen ungelösten Handlungssträngen enttäuscht sein.“

“Barker is obviously more comfortable in the Abarat than he is in our more mundane world; the chapters that take place in Chickentown don't seem fully developed. Once Candy is safely in the fantastical realm, however, the story takes off. The rendering of the Abarat's locales, cultures, and mythology, combined with the author's own full-color illustrations and well-realized characters, allows readers to become quickly immersed in this beautiful and frightening world. In spite of a less-than-credible, almost preternatural calm in the face of the bizarre, Candy makes a fine protagonist, displaying strength, vulnerability, and a lack of the forced spunkiness displayed by some adventurous heroines. This first book in a series of four sets the stage nicely for what is sure to be a rollicking, epic ride.”

„Barker fühlt sich im Abarat offensichtlich wohler als in unserer profaneren Welt; Die Kapitel, die in Chickentown spielen, scheinen nicht vollständig entwickelt zu sein. Sobald Candy jedoch sicher im fantastischen Reich ist, nimmt die Geschichte Fahrt auf. Die Wiedergabe der Schauplätze, Kulturen und Mythologien der Abarat, kombiniert mit den farbigen Illustrationen des Autors und gut umgesetzten Charakteren, ermöglicht es dem Leser, schnell in diese schöne und beängstigende Welt einzutauchen. Trotz einer wenig glaubwürdigen, fast übernatürlichen Ruhe angesichts des Bizarren gibt Candy eine gute Protagonistin ab, die Stärke, Verletzlichkeit und einen Mangel an erzwungenem Mut zeigt, den manche abenteuerlustige Heldinnen zeigen. Dieses erste Buch in einer Reihe von vier bietet eine schöne Bühne für eine mit Sicherheit ausgelassene, epische Fahrt.“

## Angekündigte Adaptionen
Bevor das erste Buch veröffentlicht wurde, kaufte Disney die vollen Rechte an der Serie für 8 Millionen Dollar, mit der Absicht, eine Filmreihe zu produzieren, die es mit Warner Bros. Harry-Potter-Reihe aufnehmen könnte. Es gab auch vorläufige Pläne für Themenparks, die auf der Insel Babilonium aus den Büchern basierten.

## Ausgaben
- Abarat. HarperCollins (UK), 2002, ISBN 0-00-225952-4.
  - Abarat. Heyne, 2004, ISBN 3-453-00092-7.